# Charles Fournier de la Chapelle
Pour les articles homonymes, voir Fournier.
Charles Fournier de la Chapelle, baptisé le 24 février 1714 à Limonade, décédé le 27 septembre 1779 à Avignon, est un magistrat français de la colonie de Saint-Domingue au XVIIIe siècle.

## Biographie
Il est le 8e enfant de Jean Fournier de Varennes et de Marie-Thérèse le Febvre, de son second mariage.
Procureur général auprès du Conseil supérieur du Cap-Français, il mène l'enquête sur les poisons de Saint-Domingue et rédigé un mémoire pour servir à l'information contre les nègres devins, sorciers et empoisonneurs, sur la pratique du vaudou, dénonçant des pratiques satanistes selon lui. Son supérieur, L'Huilier de Marigny, procureur du roi du Fort-Dauphin, se montre encore plus farouche dans cette conviction, à une époque où les colons craignent les révoltes d'esclaves.
Il épouse à Ouanaminthe, le 23 mars 1740, Marie Louise Dureau. Il était l'un des huit enfants de Jean Fournier de Varennes, capitaine de cavalerie, puis membre du conseil supérieur du Cap-Français par commission du 10 juillet 1701, qui fut l'un des premiers planteurs de sucre de Saint-Domingue, arrivé en 1675.
Il est assesseur au Conseil supérieur du Cap-Français (1738), puis conseiller (1743), avant d'en devenir procureur général (1754).
Il est mort à Avignon le 27 septembre 1779 et il a été inhumé dans l'église des Capucins.
De son mariage, il subsiste de son mariage au moment de sa mort Pierre-Charles Fournier, marquis de La Chapelle, intendant de la généralité d'Auch entre 1784 et 1786, et Marie-Marguerite-Charlotte-Laurence Fournier de La Chapelle, épouse de Nicolas de Montholon, premier président au parlement de Normandie.
L'une de ses petites-filles, Adélaïde Marie de Montholon, épouse Louis Marie de Narbonne-Lara, ministre de la guerre en 1791-1792, général et ambassadeur sous l'Empire.